# Le Hommet-d’Arthenay
Le Hommet-d’Arthenay ist eine ehemalige französische Gemeinde mit 340 Einwohnern (Stand: 1. Januar 2020) im Département Manche in der Region Normandie. Sie gehörte zum Arrondissement Saint-Lô. Die Bewohner werden Saint-Pierrots und Saint-Pierrottes genannt.
Der Erlass vom 13. Dezember 2017 legte mit Wirkung zum 1. Januar 2018 die Eingliederung von Le Hommet-d’Arthenay als Commune déléguée zusammen mit der früheren Gemeinde Pont-Hébert zur neuen, gleichnamigen Commune nouvelle Pont-Hébert fest.
Gemäß dem Beschluss des Gemeinderats vom 15. September 2021 wurde der Status einer Commune déléguée aus Kostengründen zum 31. Dezember 2021 widerrufen.

## Geographie
Le Hommet-d’Arthenay liegt rund elf Kilometer nordwestlich von Saint-Lô am östlichen Rand des Départements. Die Terrette durchzieht im Westen das Ortsgebiet, das Teil des Regionalen Naturparks Marais du Cotentin et du Bessin ist.
Le Hommet-d’Arthenay wird außerdem von zahlreichen Fließgewässern begrenzt oder durchzogen:
- der Ruisseau de Losque,
- der Ruisseau du Marais du Hommet,
- der Ruisseau du Port au Féron,
- der Ruisseau de Belle-Eau,
- der Vautrel und
- der Ruisseau du Port.

Das nördliche Gebiet ist von Sümpfen und vom Wald Le Hommet bedeckt.
Umgeben wird Le Hommet-d’Arthenay von den Nachbargemeinden und dem anderen Ortsteil der Commune déléguée:
| Tribehou           | Graignes-Mesnil-Angot                       | Le Dézert              |
|                    | Kompassrose, die auf Nachbargemeinden zeigt |                        |
| Remilly Les Marais | Thèreval Amigny                             | Pont-Hébert (Ortsteil) |

## Bevölkerungsentwicklung
| Pont-Hébert: Einwohnerzahlen von 1793 bis 2020                                                                             | Pont-Hébert: Einwohnerzahlen von 1793 bis 2020 | Pont-Hébert: Einwohnerzahlen von 1793 bis 2020 | Pont-Hébert: Einwohnerzahlen von 1793 bis 2020 | Pont-Hébert: Einwohnerzahlen von 1793 bis 2020 |
| --- | ---------------------------------------------- | ---------------------------------------------- | ---------------------------------------------- | ---------------------------------------------- |
| Jahr |                                                |                                                |                                                | Einwohner                                      |
| 1793 | 1793                                           |                                                | 564                                            | 564                                            |
| 1800 | 1800                                           |                                                | 525                                            | 525                                            |
| 1806 | 1806                                           |                                                | 636                                            | 636                                            |
| 1821 | 1821                                           |                                                | 661                                            | 661                                            |
| 1831 | 1831                                           |                                                | 695                                            | 695                                            |
| 1836 | 1836                                           |                                                | 730                                            | 730                                            |
| 1841 | 1841                                           |                                                | 687                                            | 687                                            |
| 1846 | 1846                                           |                                                | 656                                            | 656                                            |
| 1851 | 1851                                           |                                                | 678                                            | 678                                            |
| 1856 | 1856                                           |                                                | 650                                            | 650                                            |
| 1861 | 1861                                           |                                                | 588                                            | 588                                            |
| 1866 | 1866                                           |                                                | 600                                            | 600                                            |
| 1872 | 1872                                           |                                                | 552                                            | 552                                            |
| 1876 | 1876                                           |                                                | 549                                            | 549                                            |
| 1881 | 1881                                           |                                                | 523                                            | 523                                            |
| 1886 | 1886                                           |                                                | 540                                            | 540                                            |
| 1891 | 1891                                           |                                                | 502                                            | 502                                            |
| 1896 | 1896                                           |                                                | 513                                            | 513                                            |
| 1901 | 1901                                           |                                                | 503                                            | 503                                            |
| 1906 | 1906                                           |                                                | 504                                            | 504                                            |
| 1911 | 1911                                           |                                                | 440                                            | 440                                            |
| 1921 | 1921                                           |                                                | 397                                            | 397                                            |
| 1926 | 1926                                           |                                                | 395                                            | 395                                            |
| 1931 | 1931                                           |                                                | 386                                            | 386                                            |
| 1936 | 1936                                           |                                                | 384                                            | 384                                            |
| 1946 | 1946                                           |                                                | 325                                            | 325                                            |
| 1954 | 1954                                           |                                                | 312                                            | 312                                            |
| 1962 | 1962                                           |                                                | 369                                            | 369                                            |
| 1968 | 1968                                           |                                                | 358                                            | 358                                            |
| 1975 | 1975                                           |                                                | 336                                            | 336                                            |
| 1982 | 1982                                           |                                                | 326                                            | 326                                            |
| 1990 | 1990                                           |                                                | 339                                            | 339                                            |
| 1999 | 1999                                           |                                                | 326                                            | 326                                            |
| 2006 | 2006                                           |                                                | 432                                            | 432                                            |
| 2013 | 2013                                           |                                                | 393                                            | 393                                            |
| 2020 | 2020                                           |                                                | 340                                            | 340                                            |
| Quelle(n): EHESS/Cassini bis 1999, INSEE ab 2006 Anmerkung(en): Ab 1962 offizielle Zahlen ohne Einwohner mit Zweitwohnsitz |                                                |                                                |                                                |                                                |

## Sehenswürdigkeiten
- Gotische Kirche Saint-Pierre aus dem 17. Jahrhundert
- Herrenhaus La Duquerie aus den Ende des 16. Jahrhunderts mit drei quadratischen Türmen